# La-mu Žen-čching
La-mu Žen-čching (* 1990 Tibetská autonomní oblast) je čínská reprezentantka ve sportovním lezení, mistryně Asie v lezení na obtížnost a v boulderingu.

## Výkony a ocenění
- 2013: mistryně Asie ve dvou disciplínách

## Závodní výsledky
| Mistrovství světa | Mistrovství světa | Mistrovství světa | Mistrovství světa | Mistrovství světa |
| Rok               | 2009              | 2011              | 2012              | 2014              |
| ----------------- | ----------------- | ----------------- | ----------------- | ----------------- |
| Obtížnost         | 42                | 47-48             | 37                | 27                |
| Rychlost          | —                 | 32                | —                 | —                 |
| Bouldering        | 49-50             | 41-43             | 49-51             | —                 |

| Světový pohár | Světový pohár | Světový pohár | Světový pohár | Světový pohár | Světový pohár | Světový pohár | Světový pohár | Světový pohár | Světový pohár |
| Rok           | 2010          | 2011          | 2012          | 2013          | 2014          | 2015          | 2016          | 2017          | 2018          |
| ------------- | ------------- | ------------- | ------------- | ------------- | ------------- | ------------- | ------------- | ------------- | ------------- |
| Obtížnost     |               |               |               |               |               |               |               |               |               |
| jednotlivě*   |               |               |               |               |               |               |               |               |               |
|               |               |               |               |               |               |               |               |               |               |
| Rychlost      |               |               |               |               |               |               | 30            |               |               |
| jednotlivě*   |               |               |               |               |               |               |               |               | 29            |
|               |               |               |               |               |               |               |               |               |               |
| Bouldering    |               |               |               |               |               |               |               |               |               |
| jednotlivě*   |               |               |               |               |               |               |               |               | 33            |
|               |               |               |               |               |               |               |               |               |               |
| Kombinace     |               |               |               |               |               |               |               |               |               |

* pozn.: nalevo jsou poslední závody v roce
| Mistrovství Asie | Mistrovství Asie | Mistrovství Asie | Mistrovství Asie | Mistrovství Asie | Mistrovství Asie |
| Rok              | 2010             | 2012             | 2013             | 2016             | 2017             |
| ---------------- | ---------------- | ---------------- | ---------------- | ---------------- | ---------------- |
| Obtížnost        | 14               | 3                | 1                | 2                | 6                |
| Rychlost         | —                | —                | —                | 8                | 21               |
| Bouldering       | 12               | 2                | 1                | 4                | 6                |